# Psechrus tingpingensis
Espèce
Synonymes
- Psechrus xinping Chen, Zhang, Song & Kim, 2002

Psechrus tingpingensis est une espèce d'araignées aranéomorphes de la famille des Psechridae.

## Distribution
Cette espèce est endémique de Chine,. Elle se rencontre au Guizhou, au Guangxi et au Hunan.

## Étymologie
Son nom d'espèce, composé de tingping et du suffixe latin -ensis, « qui vit dans, qui habite », lui a été donné en référence au lieu de sa découverte, Tingping

## Publication originale
- Yin, Wang & Zhang, 1985 : Study on the spider genera Psechrus from China. Journal of Hunan Normal University (Natural Science Edition), vol. 1985, no 1, p. 19-27.